# Girolamo Saladini
Girolamo Saladini (Lucca, 22 luglio 1735 – Bologna, 1º giugno 1813) è stato un matematico italiano.

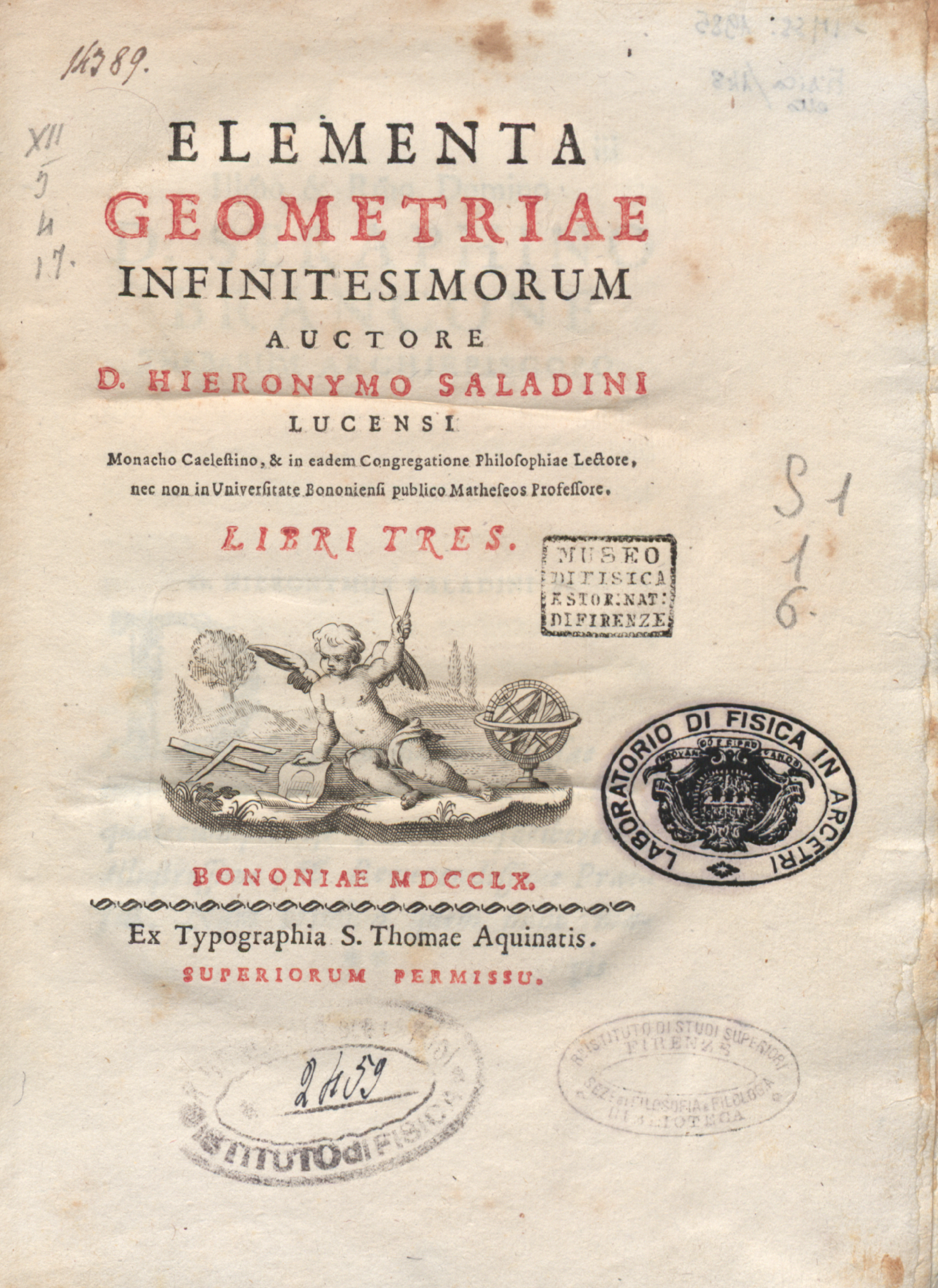
Elementa geometriae infinitesimorum, 1760

Fu un brillante allievo del matematico Vincenzo Riccati, col quale ebbe una collaborazione feconda: insieme scrissero le Institutiones Analyticae, in tre volumi pubblicati a Bologna nel 1765-67 presso la Stamperia di San Tommaso d'Aquino. Saladini curò la traduzione italiana, edita nel 1775 nella stessa tipografia. Saladini fu professore nello studio di Bologna di geometria analitica dal 1761 al 1800; poi dal 1801 di astronomia, quindi di calcolo sublime.
In una sua memoria del 1808, intitolata Sul principio delle velocità virtuali, rifacendosi a Vittorio Fossombroni e a Vincenzo Angiulli, cercò di dimostrare il principio delle velocità virtuali, eludendo le difficoltà principali, tra cui quelle dovute alla presenza dei vincoli.

## Opere

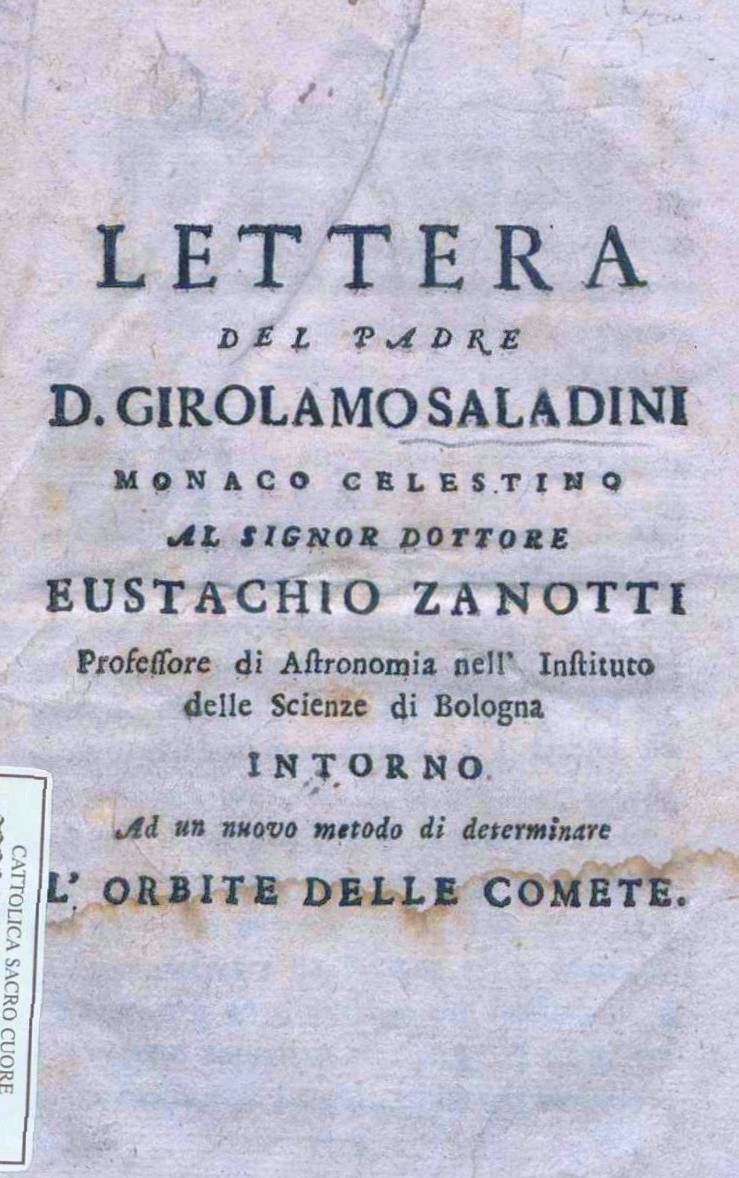
Intorno ad un nuovo metodo di determinare l'orbite delle comete, 1770

- (GRC) Elementa geometriae infinitesimorum, Bononiae, Stamperia di S. Tommaso d'Aquino Bologna, 1760.
- Nuovo metodo delle proporzioni geometrica, aritmetica ed armonica, Bologna, 1761.
- Insitutiones analyticae, Bologna, Stamperia di S. Tommaso d'Aquino Bologna, 1765.
- Intorno ad un nuovo metodo di determinare l'orbite delle comete, Stamperia di S. Tommaso d'Aquino Bologna, 1770.
- Compendio d'analisi, In Bologna, Stamperia di S. Tommaso d'Aquino Bologna, 1775.
- Sul principio delle velocità virtuali, Mem. dell'Istituto Nazionale Italiano, t. II, par. la, pp. 399–420, Bologna, 1808.